# Sardar Azmoun
Sardar Azmoun (tiếng Ba Tư: سردار آزمون; sinh ngày 1 tháng 1 năm 1995) là một cầu thủ bóng đá chuyên nghiệp người Iran đang chơi cho câu lạc bộ tại UAE Pro League là Shabab Al Ahli và Đội tuyển bóng đá quốc gia Iran ở vị trí tiền đạo.

## Thống kê sự nghiệp

### Câu lạc bộ
Tính đến ngày 26 tháng 5 năm 2024
| Câu lạc bộ             | Mùa giải            | Giải đấu                | Giải đấu | Giải đấu | Cúp quốc gia | Cúp quốc gia | Châu lục | Châu lục | Khác | Khác | Tổng cộng | Tổng cộng |
| Câu lạc bộ             | Mùa giải            | Hạng                    | Trận     | Bàn      | Trận         | Bàn          | Trận     | Bàn      | Trận | Bàn  | Trận      | Bàn       |
| ---------------------- | ------------------- | ----------------------- | -------- | -------- | ------------ | ------------ | -------- | -------- | ---- | ---- | --------- | --------- |
| Sepahan                | 2011–12             | Persian Gulf Pro League | 0        | 0        | 0            | 0            | 0        | 0        | —    | —    | 0         | 0         |
| Sepahan                | 2012–13             | Persian Gulf Pro League | 0        | 0        | 0            | 0            | 0        | 0        | —    | —    | 0         | 0         |
| Sepahan                | Tổng cộng           | Tổng cộng               | 0        | 0        | 0            | 0            | 0        | 0        | —    | —    | 0         | 0         |
| Rubin Kazan            | 2012–13             | Russian Premier League  | 0        | 0        | 0            | 0            | 0        | 0        | —    | —    | 0         | 0         |
| Rubin Kazan            | 2013–14             | Russian Premier League  | 14       | 4        | 1            | 0            | 2        | 1        | —    | —    | 17        | 5         |
| Rubin Kazan            | 2014–15             | Russian Premier League  | 13       | 1        | 2            | 1            | —        | —        | —    | —    | 15        | 2         |
| Rubin Kazan            | Tổng cộng           | Tổng cộng               | 27       | 5        | 3            | 1            | 2        | 1        | —    | —    | 32        | 7         |
| Rostov                 | 2014–15             | Russian Premier League  | 11       | 3        | 0            | 0            | —        | —        | 1    | 1    | 12        | 4         |
| Rostov                 | 2015–16             | Russian Premier League  | 24       | 9        | 0            | 0            | —        | —        | —    | —    | 24        | 9         |
| Rostov                 | 2016–17             | Russian Premier League  | 27       | 7        | 0            | 0            | 14       | 5        | —    | —    | 41        | 12        |
| Rostov                 | Tổng cộng           | Tổng cộng               | 62       | 19       | 0            | 0            | 14       | 5        | 1    | 1    | 77        | 25        |
| Rubin Kazan            | 2017–18             | Russian Premier League  | 26       | 5        | 2            | 0            | —        | —        | —    | —    | 28        | 5         |
| Rubin Kazan            | 2018–19             | Russian Premier League  | 14       | 4        | 3            | 1            | —        | —        | —    | —    | 17        | 5         |
| Rubin Kazan            | Tổng cộng           | Tổng cộng               | 40       | 9        | 5            | 1            | —        | —        | —    | —    | 45        | 10        |
| Zenit Saint Petersburg | 2018–19             | Russian Premier League  | 12       | 9        | 0            | 0            | 4        | 3        | —    | —    | 16        | 12        |
| Zenit Saint Petersburg | 2019–20             | Russian Premier League  | 28       | 17       | 2            | 0            | 6        | 2        | 1    | 2    | 37        | 21        |
| Zenit Saint Petersburg | 2020–21             | Russian Premier League  | 24       | 19       | 0            | 0            | 4        | 0        | 1    | 0    | 29        | 19        |
| Zenit Saint Petersburg | 2021–22             | Russian Premier League  | 15       | 7        | 0            | 0            | 5        | 2        | 1    | 1    | 21        | 10        |
| Zenit Saint Petersburg | Tổng cộng           | Tổng cộng               | 79       | 52       | 3            | 0            | 19       | 7        | 3    | 3    | 104       | 62        |
| Bayer Leverkusen       | 2021–22             | Bundesliga              | 9        | 1        | 0            | 0            | 2        | 0        | —    | —    | 11        | 1         |
| Bayer Leverkusen       | 2022–23             | Bundesliga              | 23       | 4        | 1            | 0            | 9        | 0        | —    | —    | 33        | 4         |
| Bayer Leverkusen       | Tổng cộng           | Tổng cộng               | 32       | 5        | 1            | 0            | 11       | 0        | 0    | 0    | 44        | 5         |
| Roma (mượn)            | 2023–24             | Serie A                 | 23       | 3        | 2            | 0            | 4        | 0        | —    | —    | 29        | 3         |
| Tổng cộng sự nghiệp    | Tổng cộng sự nghiệp | Tổng cộng sự nghiệp     | 263      | 93       | 14           | 2            | 50       | 13       | 4    | 4    | 331       | 112       |

### Ra sân quốc tế
| Đội  | Năm  | Trận | Bàn |
| ---- | ---- | ---- | --- |
| Iran | 2014 | 3    | 1   |
| Iran | 2015 | 11   | 7   |
| Iran | 2016 | 8    | 8   |
| Iran | 2017 | 8    | 6   |
| Iran | 2018 | 10   | 2   |
| Iran | 2019 | 10   | 8   |
| Iran | 2020 | 1    | 1   |
| Iran | 2021 | 9    | 6   |
| Iran | 2022 | 8    | 2   |
| Iran | 2023 | 7    | 8   |
| Iran | 2024 | 7    | 4   |
| Tổng | Tổng | 82   | 53  |

### Bàn thắng quốc tế
| #  | Ngày                 | Địa điểm                                             | Đối thủ       | Bàn thắng | Kết quả     | Giải đấu                             |
| -- | -------------------- | ---------------------------------------------------- | ------------- | --------- | ----------- | ------------------------------------ |
| 1  | 18 tháng 11 năm 2014 | Sân vận động Azadi, Tehran, Iran                     | Hàn Quốc      | 1–0       | 1–0         | Giao hữu                             |
| 2  | 4 tháng 1 năm 2015   | Sân vận động WIN, Wollongong, Úc                     | Iraq          | 1–0       | 1–0         | Giao hữu                             |
| 3  | 15 tháng 1 năm 2015  | Sân vận động Australia, Sydney, Úc                   | Qatar         | 1–0       | 1–0         | AFC Asian Cup 2015                   |
| 4  | 23 tháng 1 năm 2015  | Sân vận động Canberra, Canberra, Úc                  | Iraq          | 1–0       | 3–3 (6–7 p) | AFC Asian Cup 2015                   |
| 5  | 16 tháng 6 năm 2015  | Sân vận động Thể thao Toplumy, Daşoguz, Turkmenistan | Turkmenistan  | 1–0       | 1–1         | Vòng loại FIFA World Cup 2018        |
| 6  | 3 tháng 9 năm 2015   | Sân vận động Azadi, Tehran, Iran                     | Guam          | 3–0       | 6–0         | Vòng loại FIFA World Cup 2018        |
| 7  | 3 tháng 9 năm 2015   | Sân vận động Azadi, Tehran, Iran                     | Guam          | 4–0       | 6–0         | Vòng loại FIFA World Cup 2018        |
| 8  | 8 tháng 9 năm 2015   | Sân vận động Sree Kanteerava, Bangalore, Ấn Độ       | Ấn Độ         | 1–0       | 3–0         | Vòng loại FIFA World Cup 2018        |
| 9  | 24 tháng 3 năm 2016  | Sân vận động Azadi, Tehran, Iran                     | Ấn Độ         | 2–0       | 4–0         | Vòng loại FIFA World Cup 2018        |
| 10 | 29 tháng 3 năm 2016  | Sân vận động Azadi, Tehran, Iran                     | Oman          | 1–0       | 2–0         | Vòng loại FIFA World Cup 2018        |
| 11 | 29 tháng 3 năm 2016  | Sân vận động Azadi, Tehran, Iran                     | Oman          | 2–0       | 2–0         | Vòng loại FIFA World Cup 2018        |
| 12 | 2 tháng 6 năm 2016   | Philip II Arena, Skopje, Macedonia                   | Bắc Macedonia | 1–0       | 3–1         | Giao hữu                             |
| 13 | 2 tháng 6 năm 2016   | Philip II Arena, Skopje, Macedonia                   | Bắc Macedonia | 2–1       | 3–1         | Giao hữu                             |
| 14 | 2 tháng 6 năm 2016   | Philip II Arena, Skopje, Macedonia                   | Bắc Macedonia | 3–1       | 3–1         | Giao hữu                             |
| 15 | 7 tháng 6 năm 2016   | Sân vận động Azadi, Tehran, Iran                     | Kyrgyzstan    | 5–0       |             | Giao hữu                             |
| 16 | 11 tháng 10 năm 2016 | Sân vận động Azadi, Tehran, Iran                     | Hàn Quốc      | 1–0       | 1–0         | Vòng loại FIFA World Cup 2018        |
| 17 | 4 tháng 6 năm 2017   | Sân vận động Podgorica City, Podgorica, Montenegro   | Montenegro    | 1–0       | 2–1         | Giao hữu                             |
| 18 | 4 tháng 6 năm 2017   | Sân vận động Podgorica City, Podgorica, Montenegro   | Montenegro    | 2–1       | 2–1         | Giao hữu                             |
| 19 | 12 tháng 6 năm 2017  | Sân vận động Azadi, Tehran, Iran                     | Uzbekistan    | 1–0       | 2–0         | Vòng loại FIFA World Cup 2018        |
| 20 | 5 tháng 9 năm 2017   | Sân vận động Azadi, Tehran, Iran                     | Syria         | 1–1       | 2–2         | Vòng loại FIFA World Cup 2018        |
| 21 | 5 tháng 9 năm 2017   | Sân vận động Azadi, Tehran, Iran                     | Syria         | 2–1       | 2–2         | Vòng loại FIFA World Cup 2018        |
| 22 | 10 tháng 10 năm 2017 | Kazan Arena, Kazan, Nga                              | Nga           | 1–0       | 1–1         | Giao hữu                             |
| 23 | 27 tháng 3 năm 2018  | UCP Arena, Graz, Áo                                  | Algérie       | 1–0       | 2–1         | Giao hữu                             |
| 24 | 31 tháng 12 năm 2018 | Sân vận động Quốc tế Khalifa, Doha, Qatar            | Qatar         | 2–1       | 2–1         | Giao hữu                             |
| 25 | 7 tháng 1 năm 2019   | Sân vận động Mohammed bin Zayed, Abu Dhabi, UAE      | Yemen         | 4–0       | 5–0         | AFC Asian Cup 2019                   |
| 26 | 12 tháng 1 năm 2019  | Sân vận động Al Nahyan, Abu Dhabi, UAE               | Việt Nam      | 1–0       | 2–0         | AFC Asian Cup 2019                   |
| 27 | 12 tháng 1 năm 2019  | Sân vận động Al Nahyan, Abu Dhabi, UAE               | Việt Nam      | 2–0       | 2–0         | AFC Asian Cup 2019                   |
| 28 | 24 tháng 1 năm 2019  | Sân vận động Mohammed bin Zayed, Abu Dhabi, UAE      | Trung Quốc    | 2–0       | 3–0         | AFC Asian Cup 2019                   |
| 29 | 10 tháng 9 năm 2019  | Sân vận động Hồng Kông, Hồng Kông                    | Hồng Kông     | 1–0       | 2–0         | Vòng loại FIFA World Cup 2022        |
| 30 | 10 tháng 10 năm 2019 | Sân vận động Azadi, Tehran, Iran                     | Campuchia     | 2–0       | 14–0        | Vòng loại FIFA World Cup 2022        |
| 31 | 10 tháng 10 năm 2019 | Sân vận động Azadi, Tehran, Iran                     | Campuchia     | 5–0       | 14–0        | Vòng loại FIFA World Cup 2022        |
| 32 | 10 tháng 10 năm 2019 | Sân vận động Azadi, Tehran, Iran                     | Campuchia     | 7–0       | 14–0        | Vòng loại FIFA World Cup 2022        |
| 33 | 8 tháng 10 năm 2020  | Sân vận động Milliy, Tashkent, Uzbekistan            | Uzbekistan    | 1–0       | 2–1         | Giao hữu                             |
| 34 | 30 tháng 3 năm 2021  | Sân vận động Azadi, Tehran, Iran                     | Syria         | 2–0       | 3–0         | Giao hữu                             |
| 35 | 7 tháng 6 năm 2012   | Sân vận động Quốc gia Bahrain, Riffa, Bahrain        | Bahrain       | 1–0       | 3–0         | Vòng loại FIFA World Cup 2022        |
| 36 | 7 tháng 6 năm 2012   | Sân vận động Quốc gia Bahrain, Riffa, Bahrain        | Bahrain       | 2–0       | 3–0         | Vòng loại FIFA World Cup 2022        |
| 37 | 15 tháng 6 năm 2021  | Sân vận động Al Muharraq, Al Muharraq, Bahrain       | Iraq          | 1–0       | 1–0         | Vòng loại FIFA World Cup 2022        |
| 38 | 11 tháng 11 năm 2021 | Sân vận động thành phố Saida, Sidon, Liban           | Liban         | 1–1       | 2–1         | Vòng loại FIFA World Cup 2022        |
| 39 | 16 tháng 11 năm 2021 | Sân vận động Quốc vương Abdullah II, Amman, Jordan   | Syria         | 1–0       | 3–0         | Vòng loại FIFA World Cup 2022        |
| 40 | 29 tháng 3 năm 2022  | Sân vận động Imam Reza, Mashhad, Iran                | Liban         | 1–0       | 2–0         | Vòng loại FIFA World Cup 2022        |
| 41 | 27 tháng 9 năm 2022  | Motion invest Arena, Maria Enzersdorf, Áo            | Sénégal       | 1–1       | 1–1         | Giao hữu                             |
| 42 | 13 tháng 6 năm 2023  | Sân vận động Dolen Omurzakov, Bishkek, Kyrgyzstan    | Afghanistan   | 1–0       | 6–1         | CAFA Nations Cup 2023                |
| 43 | 16 tháng 6 năm 2023  | Sân vận động Dolen Omurzakov, Bishkek, Kyrgyzstan    | Kyrgyzstan    | 4–1       | 5–1         | CAFA Nations Cup 2023                |
| 44 | 16 tháng 6 năm 2023  | Sân vận động Dolen Omurzakov, Bishkek, Kyrgyzstan    | Kyrgyzstan    | 5–1       | 5–1         | CAFA Nations Cup 2023                |
| 45 | 20 tháng 6 năm 2023  | Sân vận động Milliy, Tashkent, Uzbekistan            | Uzbekistan    | 1–0       | 1–0         | CAFA Nations Cup 2023                |
| 46 | 13 tháng 10 năm 2023 | Sân vận động Quốc tế Amman, Amman, Jordan            | Jordan        | 1–0       | 3–1         | 2023 Jordan International Tournament |
| 47 | 17 tháng 10 năm 2023 | Sân vận động Quốc tế Amman, Amman, Jordan            | Qatar         | 3–0       | 4–0         | 2023 Jordan International Tournament |
| 48 | 16 tháng 11 năm 2023 | Sân vận động Azadi, Tehran, Iran                     | Hồng Kông     | 1–0       | 4–0         | Vòng loại FIFA World Cup 2026        |
| 49 | 16 tháng 11 năm 2023 | Sân vận động Azadi, Tehran, Iran                     | Hồng Kông     | 2–0       | 4–0         | Vòng loại FIFA World Cup 2026        |
| 50 | 14 January 2024      | Sân vận động Thành phố Giáo dục, Al Rayyan, Qatar    | Palestine     | 4–1       | 4–1         | AFC Asian Cup 2023                   |
| 51 | 7 tháng 2 năm 2024   | Sân vận động Al Thumama, Doha, Qatar                 | Qatar         | 1–0       | 2–3         | AFC Asian Cup 2023                   |
| 52 | 21 tháng 3 năm 2024  | Sân vận động Azadi, Tehran, Iran                     | Turkmenistan  | 2–0       | 5–0         | Vòng loại FIFA World Cup 2026        |
| 53 | 6 tháng 6 năm 2024   | Sân vận động Hồng Kông, Hồng Kông                    | Hồng Kông     | 4–2       | 4–2         | Vòng loại FIFA World Cup 2026        |

## Danh hiệu
Zenit Saint Petersburg
- Russian Premier League: 2018–19,[3][4] 2019–20,[5] 2020–21, 2021–22[6]
- Russian Cup: 2019–20[7]
- Russian Super Cup: 2020,[8] 2021[9]

U-17 Iran
- WAFF U-15 Championship: 2009[10]

U-20 Iran
- AFF U-19 Youth Championship: 2012

Iran
- CAFA Nations Cup: 2023
- Jordan International Tournament: 2023